# Золотий рис
Рис золотий — генетично модифікований сорт рису посівного (Oryza sativa L.), що здатен синтезувати бета-каротин. У приготовленому вигляді містить вітамін А. За даними ЮНІСЕФ дефіцит цього вітаміну є причиною смерті від 1 до 2 млн осіб щорічно.

## Історія

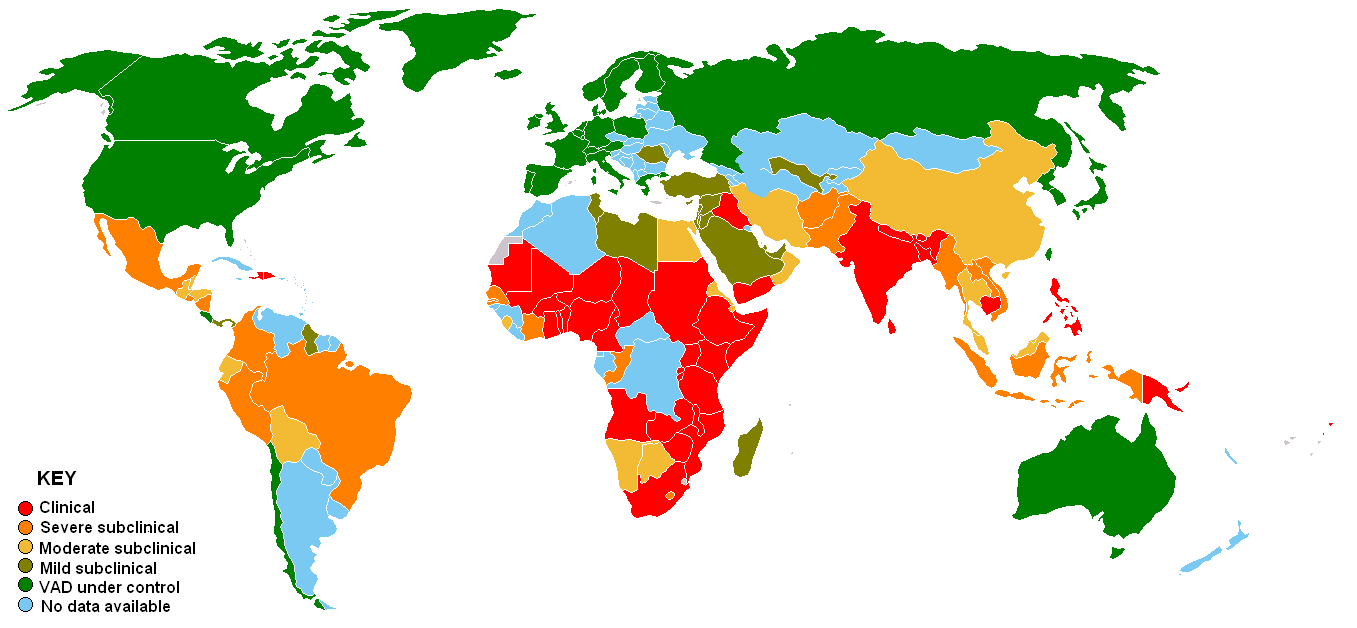
Червоним позначені країни, у яких зареєстрований клінічно низький рівень вітаміну А в їжі. Синім позначені країни, що не досліджувалися

Однодольні рослини піддавалися генній модифікації важче за дводольні та перші успіхи у покращенні якостей рису з'являються лише у кінці 1990-х років у Федеральній вищій технічній школі Цюриха в експериментах німецького вченого Інго Потрикуса. Елементи нового гену взяли з рослини нарцису та бактерії роду Ервінія. У 2003 році концентрація бета-каротину у лабораторних рослин досягла 1.6 µг/г. Перший врожай просто неба був отриманий у 2004 році у місті Кроулі, штат Луїзіана, США, оскільки це одна з небагатьох країн, що не заборонила генну модифікацію харчових рослин.
У 2016 році 110 лауреатів Нобелівської премії підписали петицію, що закликає Greenpeace припинити переслідування ГМО, в якій заборону розповсюдження золотого рису у бідних країнах описують як «злочин проти людства».